# Юзефович, Ян Томаш
Ян То́маш Юзефо́вич (1669—1729) — польский хронист, писатель, профессор краковской академии.

## Биография
Ян-Томаш Юзефович родился 1663 году в семье богатого львовского мещанина. Учился в Ягеллонском университете в Кракове. Был каноником католического капитула во Львове. В 1704 году после захвата Львова Карлом XII, Юзефович выполнял дипломатическую и посредническую миссию. Умер в 1729 году.

## Деятельность
Главные из его напечатанных трудов: «Asylum periclitantis ecclesiae clypeus serenissimi Joannis III, regis Poloniarum etc…» (Краков, 1692); «Swięty Ignacy, fundator S. J.» (Львов, 1699) и др. Наибольший интерес представляют его исторические работы, оставшиеся ненапечатанными: «Lwów utrapiony» — дневник осады этого города Карлом XII в 1704 г., «Leopolensis Archiepiscopatus Historia ab anno 1614» (до 1703 г.; переведён Мартином Пивоцким под заглавием: «Kronika miasta Lwowa od 1634—1690», Львов, 1854).